# بوانغا تشيمان
بوانغا تشيمان (بالفرنسية: Tshimen Bwanga)‏ (مواليد 4 يناير 1949) هو لاعب كرة قدم. يلعب مع منتخب زائير لكرة القدم. سبق له أن لعب في كأس العالم لكرة القدم مع منتخب بلاده.

## روابط خارجية
- بوانغا تشيمان على موقع الاتحاد الدولي (مؤرشف)  (الإنجليزية)
- بوانغا تشيمان على موقع قاعدة بيانات كرة القدم.إي يو (الإنجليزية)
- بوانغا تشيمان على موقع ناشيونال فوتبول تيمز (الإنجليزية)